# Barrtryffel
Barrtryffel (Hydnotrya michaelis) är en svampart som först beskrevs av Eduard Fischer 1898 och fick sitt nu gällande namn av James Trappe 1975. Barrtryffel ingår i släktet vecktryfflar (Hydnotrya), familjen Discinaceae, ordningen skålsvampar och divisionen sporsäckssvampar. Arten förekommer i barrskogar i Europa. Den är mest känd från bergstrakterna i Mellaneuropa, men förekommer norrut till Danmark, Norge och Sverige. Den förekommer även på brittiska öarna i England. Den är också känd från Nordamerika. Svampen växer i förna av barr, främst under gran, men den kan också växa under contortatall, douglasgran och ädelgran.
I Sverige är barrtryffel rödlistad som sårbar. Ett hot är att dess habitat (växtplats) förstörs vid kalhygge. Arten tros även vara känslig andra för ingrepp i eller påverkan på dess habitat, som gallring, markpåverkan från skogsmaskiner och markavvattning.
Unga fruktkroppar är skålformade, men med mognaden blir formen oregelbunden med breda veck, fåror och lober som kännetecknande drag. Fruktkropparna är vanligen ganska små, inte mer än 2 cm breda, även om större exemplar ibland kan hittas, upp till 8 cm. Utsidan är gulbrun till rödbrun. Konsistensen är spröd. Görs en genomskärning ses att fruktkroppens insida är oregelbundet ihålig. Färgen på insidan är gulvit. Doften är hos mogna fruktkroppar är stark och stickande.